# Winkel (Marienheide)
Winkel ist eine Ortschaft in der Gemeinde Marienheide im Oberbergischen Kreis, Regierungsbezirk Köln, Nordrhein-Westfalen, Deutschland.

## Lage und Beschreibung
Der Ort liegt zwei Kilometer südwestlich vom Gemeindezentrum zwischen den Ortschaften Niederwette und Dürhölzen, am Südhang des 389 m hohen Berges Steinert. In den 2000-Jahren hat sich Winkel vor allem durch ein Neubaugebiet an der Leppestraße deutlich talwärts nach Südosten ausgedehnt.

## Geschichte

### Erstnennung
Im Jahr 1417 zu Johannes des Täufers (24. Juni), Wynckel; werden in einer Verkaufsurkunde Henderich Wynckel und seine Söhne Wynicke und Tillemann in der Sammlung Loe  (ehemalige Tomasbibliothek Walberberg) genannt. Nach 1450 wurde der Ort das zweite Mal urkundlich erwähnt. Eine „Katherina in dem Winckell“ gehörte zu den Wachszinsigen des Kölner Apostelstiftes. Die Schreibweise  war Winckell.
In Winkel gibt es zwei Baudenkmäler, das am Hang gelegene Haus Winkel 22 und am nörl. Ortsausgang die sog. „Schweinemauer“. An einem Sitzplatz sind die noch etwa 100 m langen Reste einer Bruchsteinmauer zu sehen, die den Ort früher einmal umgab, um zu verhindern, dass im Dorf frei laufende Tiere in die freie Landschaft überwechselten.
Seit dem 6. November 1999 existiert auf einer nahen Bergkuppe oberhalb der Hofschaft die St.-Hubertus-Kapelle, die von den Bewohnern in Winkel selbst finanziert und gebaut wurde. Bis dahin hatten sie traditionell Maiandachten unter freiem Himmel oder in einer Garage abgehalten.

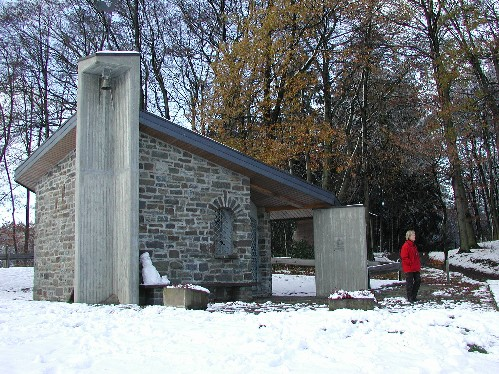
St.-Hubertus-Kapelle Winkel
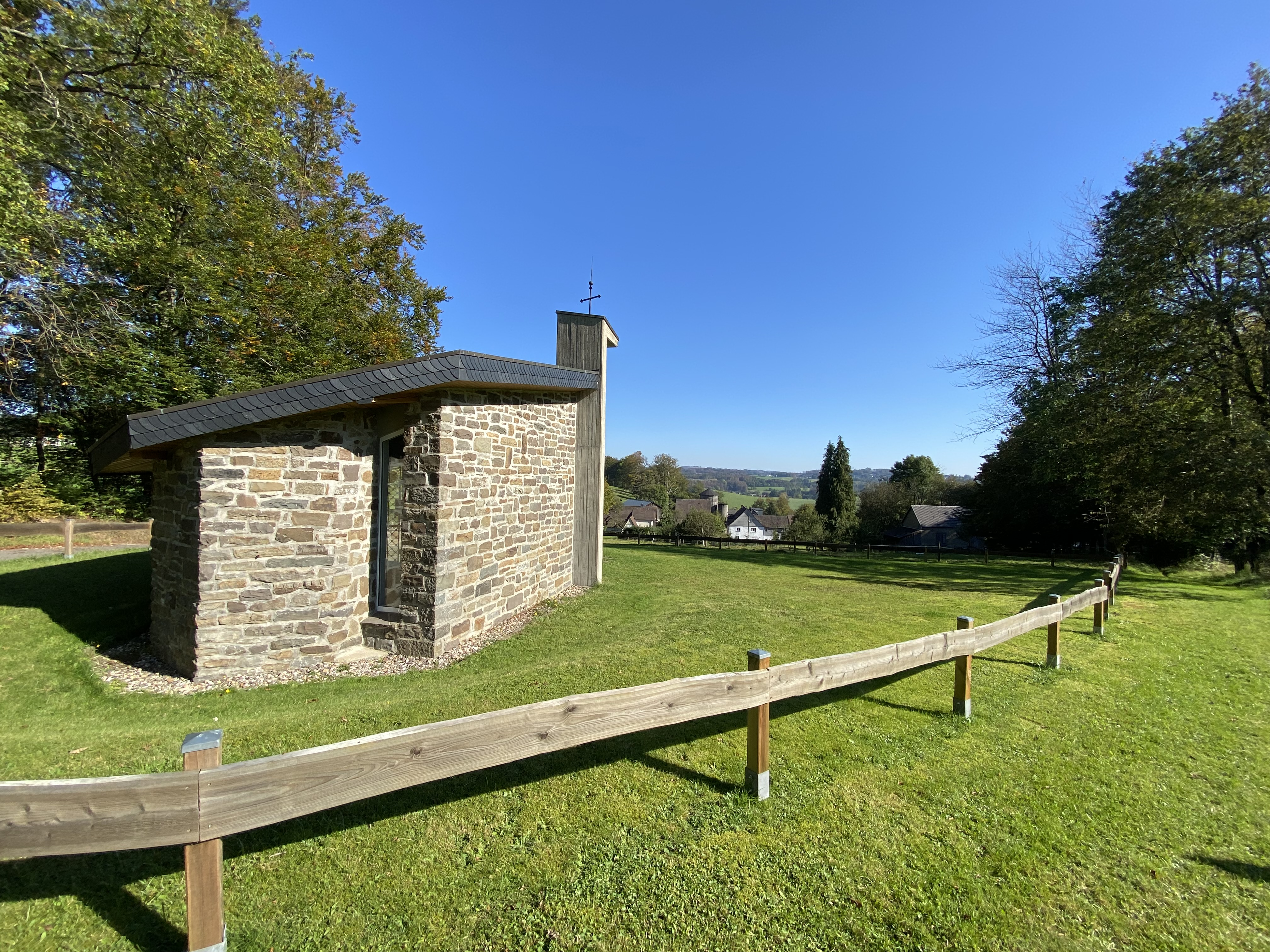
St.-Hubertus-Kapelle Winkel
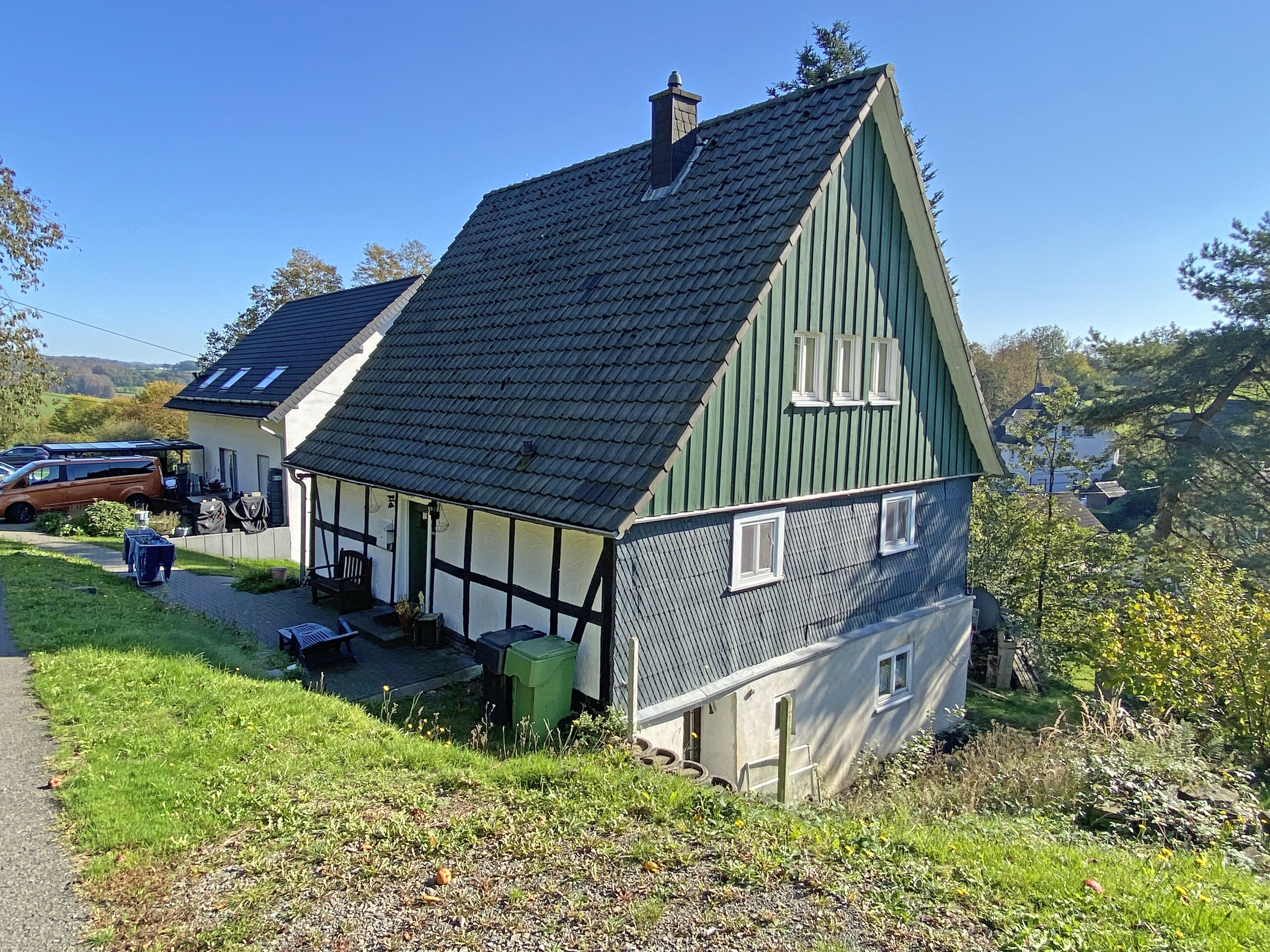
Baudenkmal Winkel 22
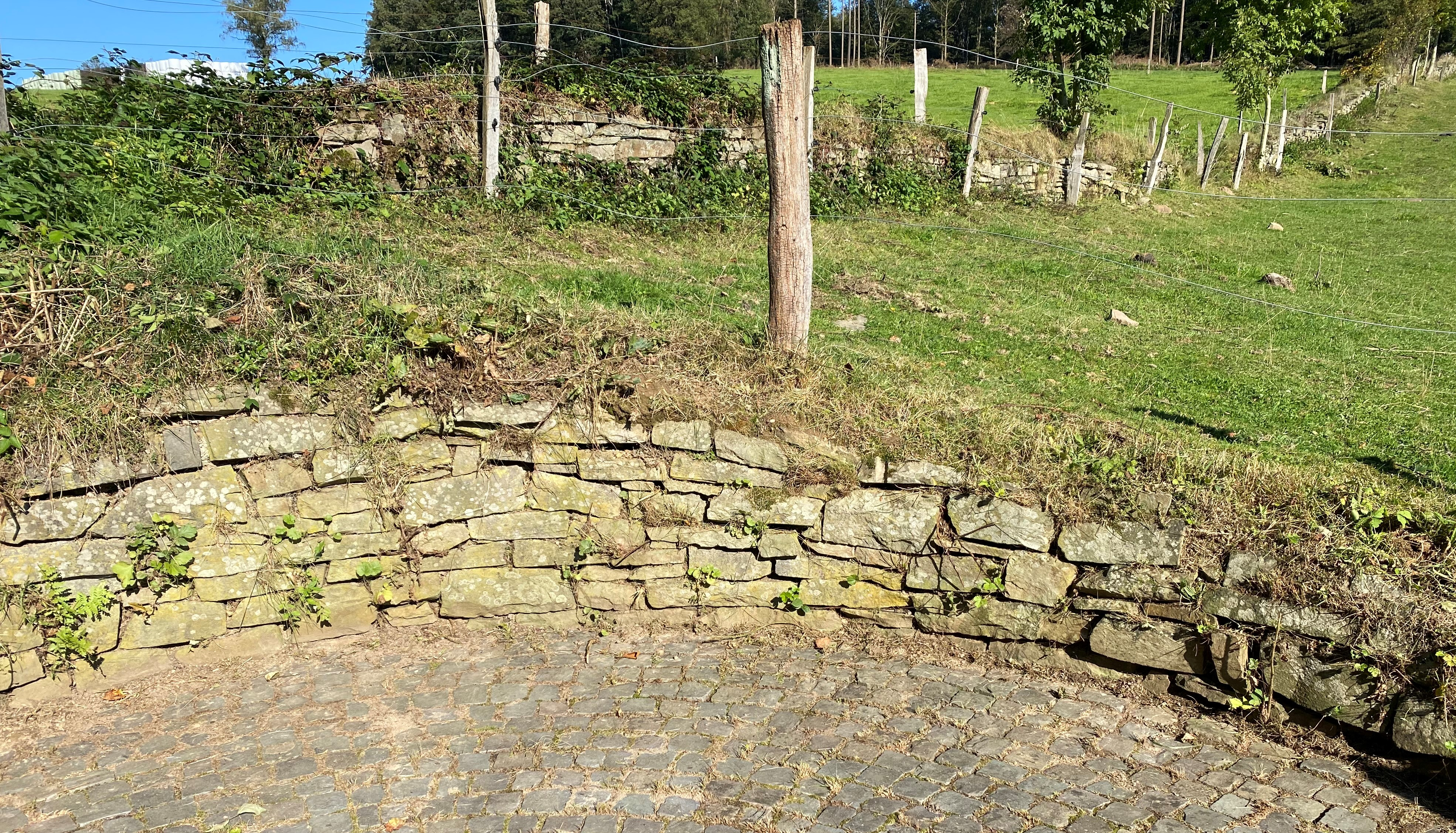
Baudenkmal „Schweinemauer“

## Persönlichkeiten
- Hans Hirschmann, (* 30. März 1893 in Winkel) Dr. med., Ehrenbürger der Stadt Rheinbach

## Freizeit

### Wander- und Radwege
Durch Winkel führt der Rundwanderweg A4 (Gimborn – Grunewald – südlich Siemerkusen – Winkel – Hütte – Dürhölzen – Jedinghagen – nördlich Erlinghagen – Gimborn) mit 9,5 Kilometern Länge.

## Bus und Bahnverbindungen

### Linienbus
Haltestelle: Winkel
- 308 Richtung Marienheide – Engelskirchen – Lindlar